# Michael Bräuninger
Michael Bräuninger (* 1960 in Bremerhaven) ist ein deutscher Ökonom.

## Leben
Bräuninger studierte Volkswirtschaftslehre an den Universitäten Münster, Edinburgh und Hamburg. Nach seiner Promotion mit einer empirischen Arbeit an der Universität Hamburg wechselte er an die Helmut-Schmidt-Universität und habilitierte dort 1999. Zwischen 2006 und 2014 war er am Hamburgischen Weltwirtschaftsinstitut (HWWI) als Leiter der Konjunkturprognose tätig und wirkte als Forschungsdirektor an zahlreichen Studien zu langfristigen globalen Zukunftstrends und deren ökonomischen Auswirkungen auf die deutsche Volkswirtschaft mit.
Er ist Inhaber und Leiter von Economic Trends Research und Professor an der Helmut-Schmidt-Universität. Sein Forschungsbereich umfasst konjunkturelle und langfristige wirtschaftliche Analysen. Dabei beschäftigt er sich sowohl mit globalen wie auch mit nationalen und regionalen Entwicklungen.